# Fjällbröstad honungsfågel
Fjällbröstad honungsfågel (Lichmera squamata) är en fågel i familjen honungsfåglar inom ordningen tättingar.

## Utbredning och systematik
Fågeln förekommer på Små Sundaöarna (Wetaröarna till Tanimbaröarna och Kaiöarna). Den behandlas som monotypisk, det vill säga att den inte delas in i några underarter.

## Status
IUCN kategoriserar arten som livskraftig.